# Miša Lajovic
Miša Lajovic (tudi Misa Lajovic, Milivoj /Emil?/ Lajovic), avstralski politik slovenskega rodu, 23. julij 1921, Ljubljana, † 5. junij 2008.

## Življenjepis
Leta 1942 so ga Italijani prijeli med racijo in ga poslali v koncentracijsko taborišče Gonars, toda transport so napadli partizani in se je pridružil delo?vskemu bataljonu. Tu je naletel na predvojnega prijatelja Janeza Langofa, VOSovca, s katerim sta čez čas pobegnila iz partizanov. Lajovica so Italiji spet prijeli, medtem ko je Langof pobegnil v Švico. Po posredovanju očeta je bil Miša izpuščen čez slab mesec.
Lajovic je postal prvi senator v senatu Avstralije (služil med 1975 in 1985), ki ni bil rojen na ozemlju Avstralije oziroma ni bil anglosaškega porekla.
Njegov brat je Dušan S. Lajovic.